# Seabiscuit

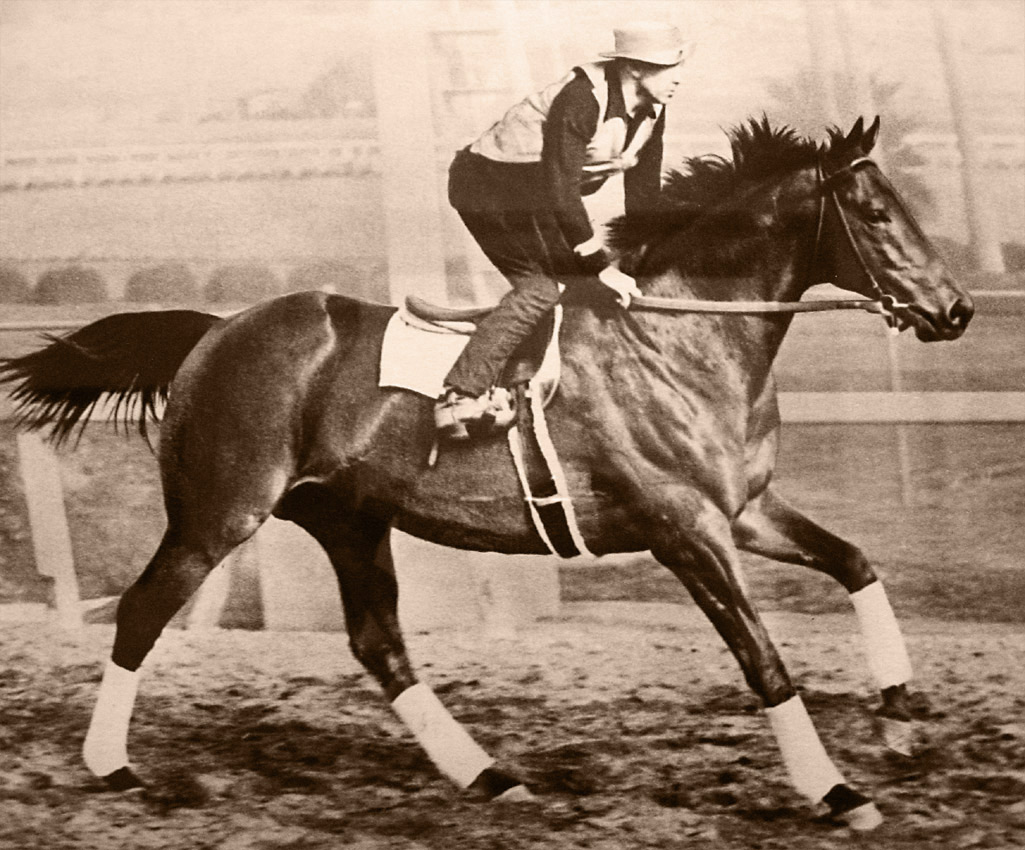
Seabiscuit podczas treningu

Seabiscuit (ur. 23 maja 1933 w  Lexington, Kentucky, USA – zm. 17 maja 1947 w Willits, Kalifornia, USA) – amerykański ogier wyścigowy, zdobył popularność w okresie wielkiego kryzysu, odnosząc liczne zwycięstwa w prestiżowych gonitwach w latach 1936–1940, gdy dosiadał go jednooki kanadyjski dżokej Red Pollard (1909–1981). Na 89 startów 33 zwycięstwa, 15 razy był drugi i 13 razy trzeci. Zarobił w karierze w formie nagród 437 730 000 $. Historia konia została pokazana w filmach The Story of Seabiscuit z 1949 oraz w filmie Niepokonany Seabiscuit z 2003.

## Młodość
Seabiscuit był synem ogiera Hard Tucka i klaczy Swing On. Urodził się na farmie Claiborne w Kentucky. Był niewymiarowy, jego nogi wyglądały jak po ciężkiej chorobie, niezwykle dużo jadł i spał (w pozycji leżącej) całymi godzinami. Te cechy nie zapowiadały w najmniejszym stopniu jego kariery sportowej jako konia wyścigowego. Ogier trafił do trenera-legendy Jamesa Fitzsimmonsa. 
Fitzsimmons dostrzegł potencjał wyścigowy konia, jednak mimo wysiłku nie udało mu się wydobyć z niego ducha walki, aczkolwiek  zdarzały się gonitwy, w których Seabiscuit odnosił sukcesy. Fitzimmons uznał, że koń jest po prostu leniwy i dlatego wystawiał go w większej liczbie gonitw niż inne konie. W sumie do 1936 Seabiscuit wziął udział w ok. 35 gonitwach (co stanowi liczbę 3 razy większą niż w przypadku przeciętnego ogiera wyścigowego w tym wieku). Ale mimo iż Fitzsimmons nie widział dla niego szans w największych gonitwach nie chciał się go pozbywać. Jednak przywiązanie tak znakomitego trenera nie wystarczyło i w 1936 jego właścicielka sprzedała konia milionerowi o nazwisku Charles S. Howard.

## W stajni Howarda

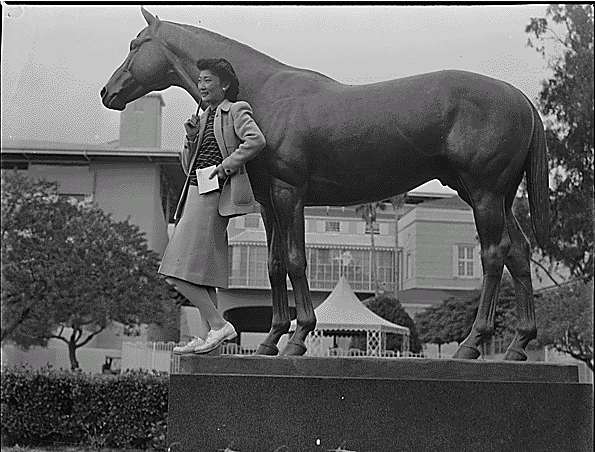
Pomnik Seabiscuita

Wyboru konia dokonał zatrudniony przez Howarda trener – Tom Smith. Smitha nie przerażał wygląd Seabiscuita, gdyż uznał iż koń ma serce do walki. 16 sierpnia 1936 Tom Smith znalazł dla Seabiscuita odpowiedniego dżokeja. Był nim dwudziestosześcioletni, jednooki  Kanadyjczyk John Pollard (Pollard miał dwa przydomki – z uwagi na kolor włosów mówiono na niego Rudy (Red), a z czasów gdy walczył w ulicznych walkach bokserskich – Puma). 
Koń pod nowym dżokejem był szybki do tego stopnia, że osiągał czasy zdecydowanie lepsze od rekordów torów, na których trenował i startował. Pierwszy start w barwach stajni Howarda Seabiscuit zanotował pod koniec sierpnia 1936. W Detroit koń zajął 4 miejsce, co było głównie spowodowane małym doświadczeniem konia w ważnych gonitwach.
W kolejnych gonitwach Seabiscuit potwierdzał wielki talent. Z czasem zaczęło to stanowić problem. Jako że Santa Anita była gonitwą handicapową Smith nie mógł pokazać do końca możliwości Seabiscuita, aby nie przydzielono mu zbyt dużego obciążenia. Smith zaczął więc ukrywać treningi konia, co z czasem stało się swego rodzaju grą między nim a dziennikarzami. Innego rodzaju problemem był brak koni do sparingów dla Seabiscuita.

## Seabiscuit vs War Admiral
1 listopada 1938  Seabiscuit rywalizował z uznawanym za najlepszego konia w Ameryce War Admiralem. Gonitwę tę nazwano wyścigiem stulecia, a na torze Pimlico Race Course zjawiło się tego dnia 40 tysięcy widzów. Nieoczekiwanie zdecydowane zwycięstwo odniósł Seabiscuit, którego dosiadał w tej gonitwie, zastępujący kontuzjowanego wówczas Johna Pollarda George Wolf. Zwycięstwo to zaważyło o przyznaniu popularnemu Biscuitowi miana Konia Roku 1938.

## Zakończenie kariery sportowej
10 kwietnia 1940 po wygranej na torze Santa Anita Park w Arcadii w Kalifornii oficjalnie ogłoszono wycofanie Seabiscuita z wyścigów. Od tej pory jako ogier hodowlany przebywał na ranczu Ridgewood niedaleko Willits w Kalifornii. Seabiscuit spłodził 108 źrebiąt, w tym dwa konie wyścigowe odnoszące umiarkowane sukcesy: Sea Sovereign i Sea Swallow. Ponad 50 000 gości odwiedziło ranczo Ridgewood, aby zobaczyć Seabiscuita w ciągu siedmiu lat przed jego śmiercią.
Seabiscuit zmarł na prawdopodobny atak serca 17 maja 1947 w Willits w Kalifornii. Został pochowany na ranczu Ridgewood w hrabstwie Mendocino w Kalifornii.
W uznaniu zasług Seabiscuit został w 1958 wprowadzony do Galerii Sław Wyścigów Konnych (National Museum of Racing and Hall of Fame) w Saratoga w stanie Nowy Jork, gdzie znajduje się też jego statua z brązu oryginalnej wielkości.